# QBZ-95
5,8-мм штурмовая винтовка QBZ-95 (кит. трад. 95式自动步枪, пиньинь 95 Shì zìdòng bùqiāng — лёгкая автоматическая винтовка), Type 95, Тип 95 — китайское семейство оружия, включающее автомат и ручной пулемёт.
Оружие выполнено по компоновке булл-пап и использует (в базовой версии) новый китайский 5,8-мм промежуточный патрон.

## История
В конце 1980-х годов в КНР началась программа по созданию собственного малоимпульсного патрона и оружия под него. Соответствующему боеприпасу 5,8×42 мм было присвоено наименование DBP87 — по утверждениям производителя он превосходит по основным показателям патроны 5,45×39 мм и 5,56×45 мм НАТО. Данный патрон использовался в экспериментальной системе вооружения Type 87, поступившей в ограниченное использование некоторых спецподразделений.
Первым серийным образцом вооружения под данный патрон стала снайперская винтовка QBU-88 (Type 88), выполненная по компоновке булл-пап. QBU-88 оказалась удачным образцом вооружения и послужила основой для создания серии стрелкового оружия, представителем которой является QBZ-95.
В 1995 году эта винтовка принимается на вооружение Народно-освободительной армии Китая. Широкой публике она была представлена через два года, во время возврата контроля КНР над территорией Гонконга — данными автоматами был вооружён новый гарнизон.

## Описание
Основа автоматики QBZ-95 — газовый затвор с коротким рабочим ходом поршня. Запирание ствола осуществляется поворотом затвора на три боевых упора. Рукоятка взведения находится под съёмной ручкой для переноски на верхней части ствольной коробки. Ударно-спусковой механизм необычной конструкции с поступательным движением курка позволяет вести огонь одиночными выстрелами и непрерывными очередями (после модификации УСМ возможна стрельба очередями с отсечкой). Предохранитель-переводчик режимов стрельбы находится в верхней части приклада слева. Ствольная коробка выполнена из алюминиевого сплава, а корпус оружия — из ударопрочных полимерных материалов. Отверстие сброса гильз расположено с правой стороны близко к лицу стрелка, поэтому эффективное использование оружия левшами невозможно.
Возможна установка оптических или ночных прицелов, для чего на рукоятке для переноски имеются соответствующие крепления. Штатный прицел имеет 3 регулировки дальности: 100, 300 и 500 м. Спусковая скоба имеет большие размеры, позволяющие использовать её как переднюю рукоятку. Возможна установка штык-ножа или подствольных гранатомётов: 35-мм QLG91B, 40-мм LG1, 40-мм LG2 или 38-мм Riot Gun (Type B). Конструкция пламегасителя позволяет стрелять ствольными гранатами.
Автомат QBZ-95 получил высокие оценки за эффективность в бою на небольших дистанциях, однако ведение стрельбы на большие расстояния сопряжено с трудностями.

## Страны-эксплуатанты
- Китай
- Камбоджа: QBZ-97, QBZ-97A, QBZ-97B, и QBB-97 LSW используются отрядом ВВС спец. назначения и отрядами телохранителей особо важных персон.
- Мьянма: вариант QBZ-97 используется военными.
- Пакистан: Используется силами специальных операций пограничного корпуса Пакистана.
- Шри-Ланка
- Судан: в суданской армии QBZ-97 выбран в качестве части экипировки солдата будущего.

## Варианты
- QBZ-95 — базовый вариант.

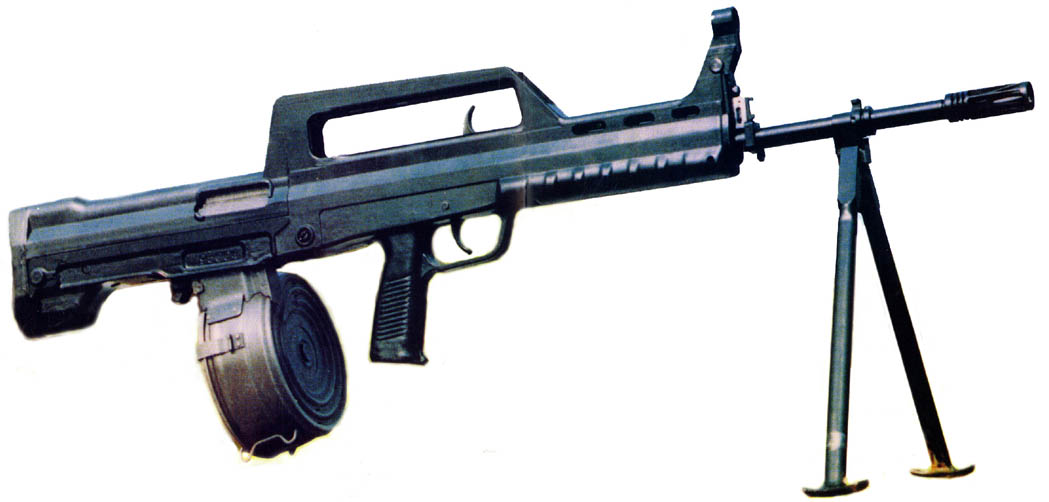
QBB-95 LSW

  - QBZ-95B — вариант с укороченным стволом, предназначенный для специальных подразделений и ВМС КНР. Конструкция пламегасителя изменена, поэтому отстрел винтовочных гранат невозможен, как и установка штыка или подствольного гранатомёта.
  - QBB-95 LSW (Light Support Weapon) — вариант ручного пулемёта, обладающий более длинным и тяжёлым стволом, а также повышенной огневой мощью. Штатно использует барабанные магазины на 80 патронов.
- QBZ-97 — вариант QBZ-95 под патрон 5,56×45 мм НАТО. Приёмник магазина соответствует стандарту STANAG 4179 и может использовать любые совместимые магазины (например, от M16).
  - QBZ-97B — вариант QBZ-97 с укороченным стволом.
  - QBB-97 LSW — вариант ручного пулемёта под патрон 5,56×45 мм НАТО.
- QBZ-95/QBZ-95B/QBB-95 с индексом «-1» на конце — новейший вариант оружия линейки QBZ-95, с улучшенной эргономикой и надежностью. Также эти новые варианты адаптированы под последний вариант патрона QBZ-95 5,8×42 мм DBP10.